# Грядово-мочажинный комплекс
Гря́дово-мочажи́нный ко́мплекс — это особое сочетание растительности, которая складывается в условиях неровной поверхности сфагнового, или верхового, болота. Формирование грядово-мочажинного комплекса есть результат закономерного саморазвития сфагнового болота. В результате неравномерного роста сфагнума на поверхности залежи образуются отдельные локальные повышения: кочки, гряды. В местах разрыва торфяной массы формируются мочажины (понижения) или образуются окна открытой воды. Гряды и мочажины имеют вытянутую форму и располагаются в направлении примерно перпендикулярном направлению стока поверхностных вод. Сток этот незаметен глазу из-за очень слабого уклона поверхности. Там, где уклон не выражен (в центре болотного массива), грядово-мочажинный комплекс сменяется грядово-мочажинно-озерковым.
Огромные грядово-мочажинные и грядово-мочажинно-озерковые болотные массивы  находятся  в Западной Сибири на территории Ханты-Мансийского автономного округа и Томской области (Васюганские болота).